# Костржевський Денис Борисович
Костржевський Денис Борисович — 29 жовтня 1968, Київ, Україна — Голова Ради директорів Міжнародного аеропорту «Київ», Президент будівельної компанії «Міськжитлобуд».  Персональний сайт Костржевського Дениса Борисовича

## Життєпис
Народився 29 жовтня 1968 року у місті Києві.
1975—1985 рр. середня спеціалізована школа № 129 з поглибленим вивченням англійської мови. (м. Київ)
1987—1989 рр. — Служба в збройних силах СРСР.
Закінчив Київський Державний Університет ім. Т. Шевченка (1985—1992), спеціалізація — оптика твердого тіла. Викладач фізики і математики.
Завершив аспірантуру Інституту Фізики Академії Наук України (1992—1993)
Навчався в Національній академії державного управління при Президентові України (2001—2003) спеціальність — Магістр з державного управління.
Пройшов навчання в The Special American Business Internship Training (SABIT) program — Розвиток аеропортів (2011)
1993—1995 рр. — ТОВ «Вікс», Генеральний директор. Торгівля побутовою технікою.
1995—1997 рр. — ТОВ «Енсті-Трансфер», Генеральний директор і заступник директора. Робота на ринку цінних паперів, послуги реєстратора, зберігача.
1997—1998 рр. — Верховна Рада України, помічник народного депутата.
1998—2002 рр. — Верховна Рада України, народний депутат України від партії Зелених. Член комітету Верховної Ради з питань будівництва, транспорту і зв'язку. Голова підкомітету з питань земельних відносин, містобудування та архітектури. Член фракції Партії Зелених України.
2004—2006 рр. Голова партії — Партія Правозахисту України. Голова Всеукраїнської громадської організації — Майдан Правозахисту.
З 2006 року припинив займатися політичною діяльністю і повернувся в бізнес.
2004—2007 рр. — ТОВ "Будівельна компанія «Міськжитлобуд», заступник директора.
2007—2009 рр. — ТОВ "Будівельна компанія «Міськжитлобуд», Президент компанії.
2009 р. липень — 2009 р. вересень — Міжнародний аеропорт «Київ» (Жуляни), заступник Генерального директора з розвитку аеропортового комплексу.
2009—2011 рр. — Міжнародний аеропорт «Київ» (Жуляни), Генеральний директор.
З 2011 р. по теперішній час — Голова Ради директорів Міжнародного аеропорту «Київ» (Жуляни).

## Особистий внесок

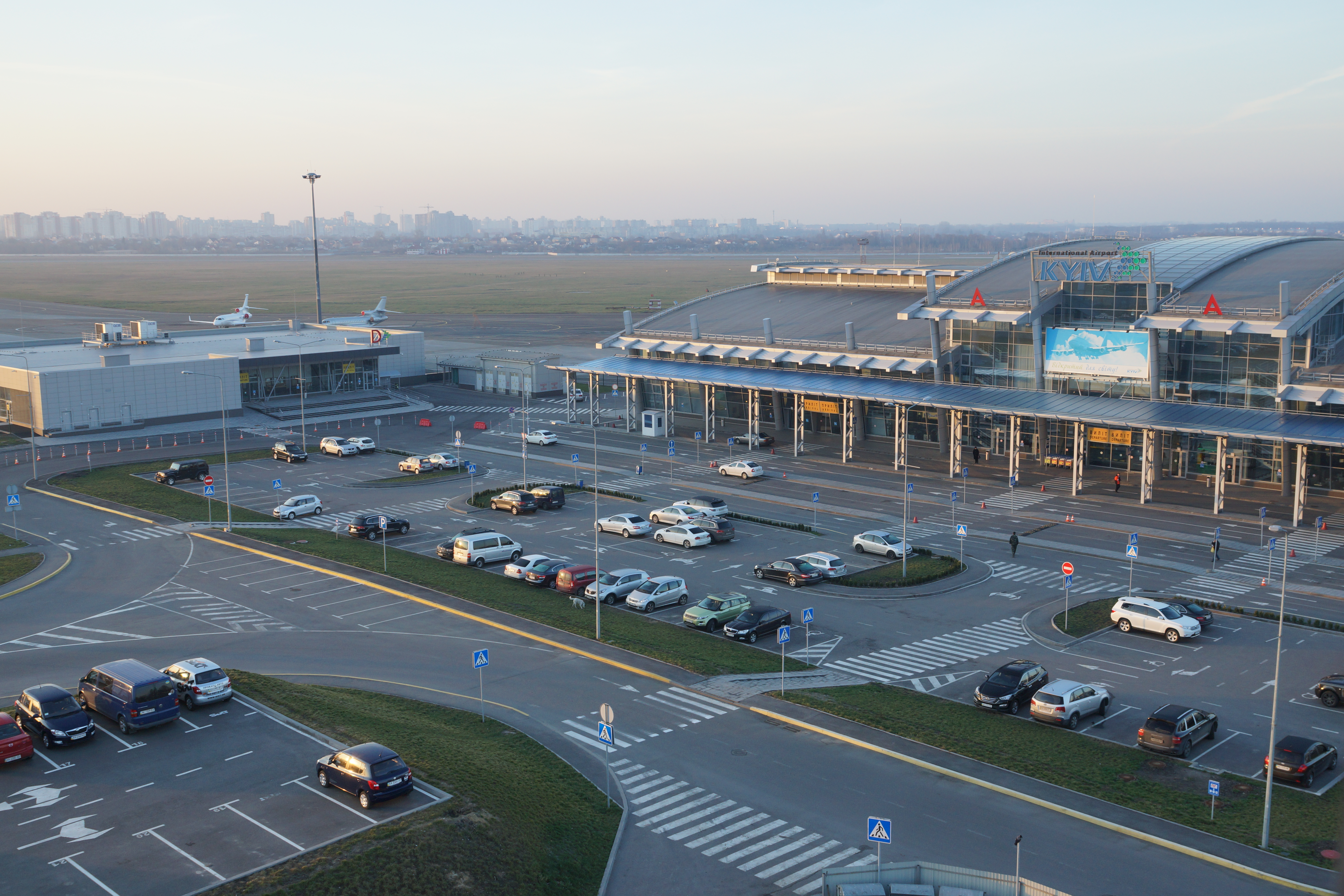
Аеропорт «Київ»

- Проектування і будівництво терміналів та інфраструктури Міжнародного аеропорту «Київ» ім. Ігоря Сікорського.
- Створення девелоперської компанії «Міськжитлобуд» (проектування, будівництво, продаж, експлуатація) об'єктів житлової та комерційної нерухомості.
- Розвиток та управління та аеропортом «Київ»: залучення міжнародних авіакомпаній, створення управляючих та обслуговуючих компаній. Як результат – аеропорт «Київ» займає 2 місце в Україні за кількістю рейсів і пасажиропотоку, відзначений міжнародними нагородами 2013 та 2019 роках, як найкращій аеропорт, якій обслуговує до 4 млн пасажирів на рік.

- Проектування, будівництво, обслуговування житлового комплексу «Голосієво [Архівовано 8 квітня 2022 у Wayback Machine.]» (Київ). 220 тисяч квадратних метрів.[2]

- Проектування, будівництво клубного будинку «Gelios [Архівовано 8 квітня 2022 у Wayback Machine.]» (Київ).

- Проектування, будівництво, обслуговування житлового комплексу «RiverStone [Архівовано 8 квітня 2022 у Wayback Machine.]» (Київ). 250 тисяч квадратних метрів[3]

- Проектування і будівництво офісного центру Capital Hall [Архівовано 8 квітня 2022 у Wayback Machine.] (Київ).

## Благодійна діяльність
На кошти Дениса Костржевського побудований Храм Іоанна Кронштадського в Києві.

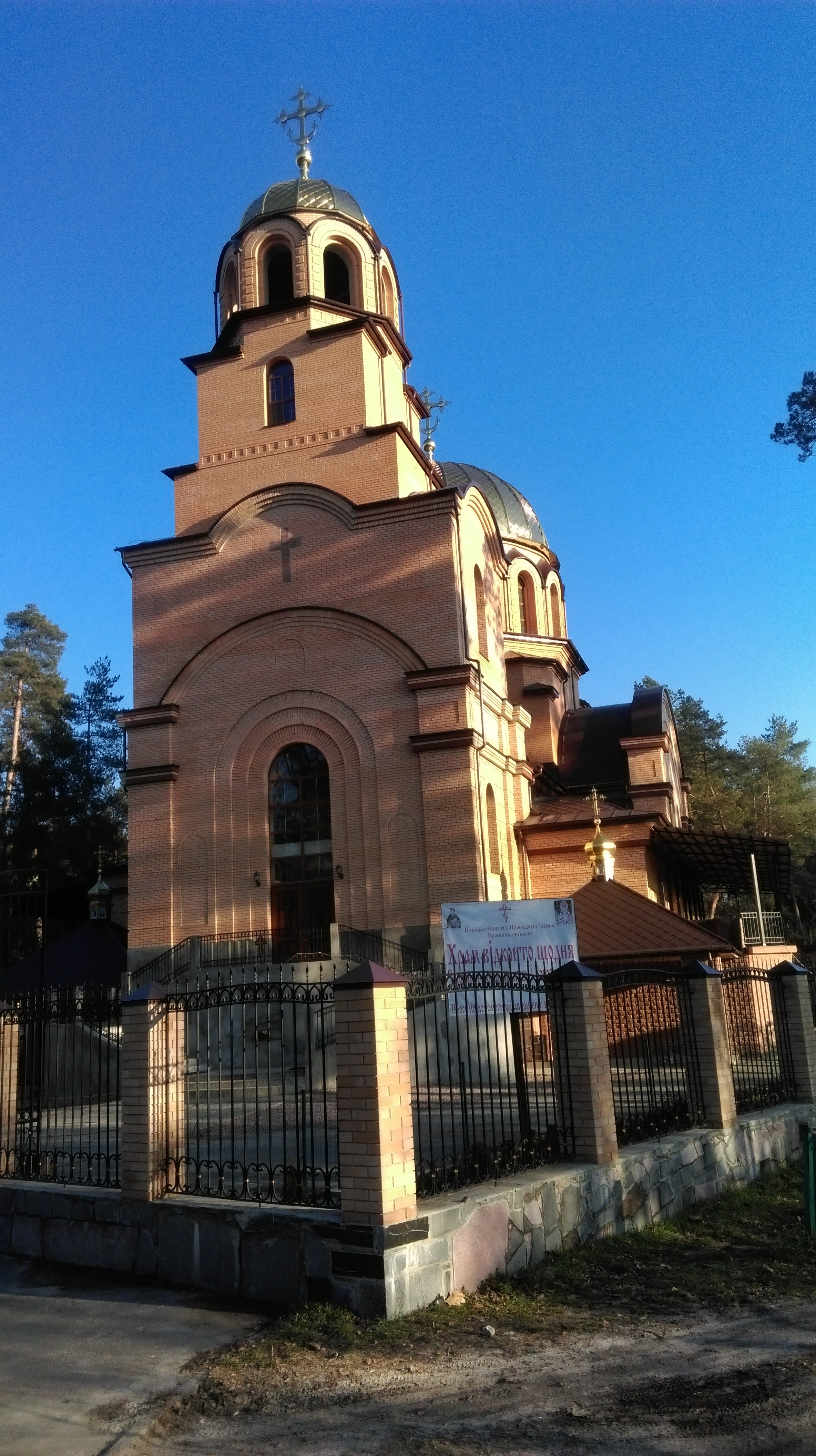
Храм Іоана Кронштадського у Києві)

Відновлено старовинний Свято-Преображенський Храм в Київській області.

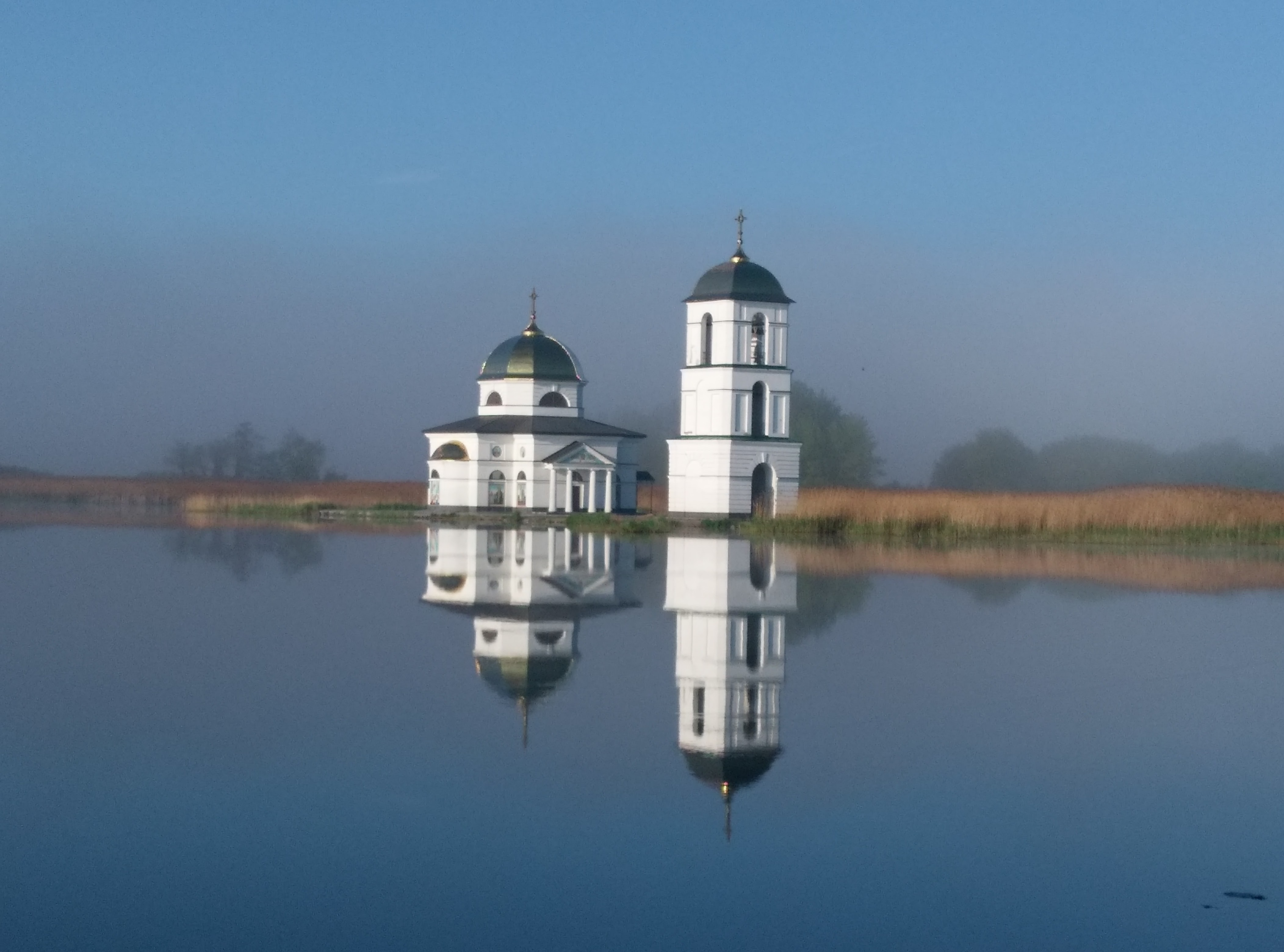
Свято-Преображенський храм у Київській області

## Нагороди та відзнаки
За особливі заслуги перед Українською православною церквою нагороджений орденами:
- Святого Володимира 1-й, 2-й, 3-го ступенів
- Святого Нестора Літописця 1-й, 2-й, 3-го ступенів
- Святого Георгія Побідоносця — двічі
- Святого Іллі Муромця
- Святого Миколая Чудотворця
- Святого Ярослава Мудрого
- Почаївської ікони Пресвятої Богородиці

## Захоплення
Захоплюється риболовлею, полюванням, дайвінгом, плаванням, гірськими і водними лижами, туризмом. Багато подорожує. Є шанувальником живопису, архітектури.

### Відеоматеріали
- Ютюб [Архівовано 6 квітня 2017 у Wayback Machine.]